# Saint-Offenge
Saint-Offenge est une commune nouvelle française située dans le département de la Savoie, en région Auvergne-Rhône-Alpes.
Elle est issue de la fusion des communes de Saint-Offenge-Dessous et Saint-Offenge-Dessus en date du 1er janvier 2015.

## Géographie

### Situation et description

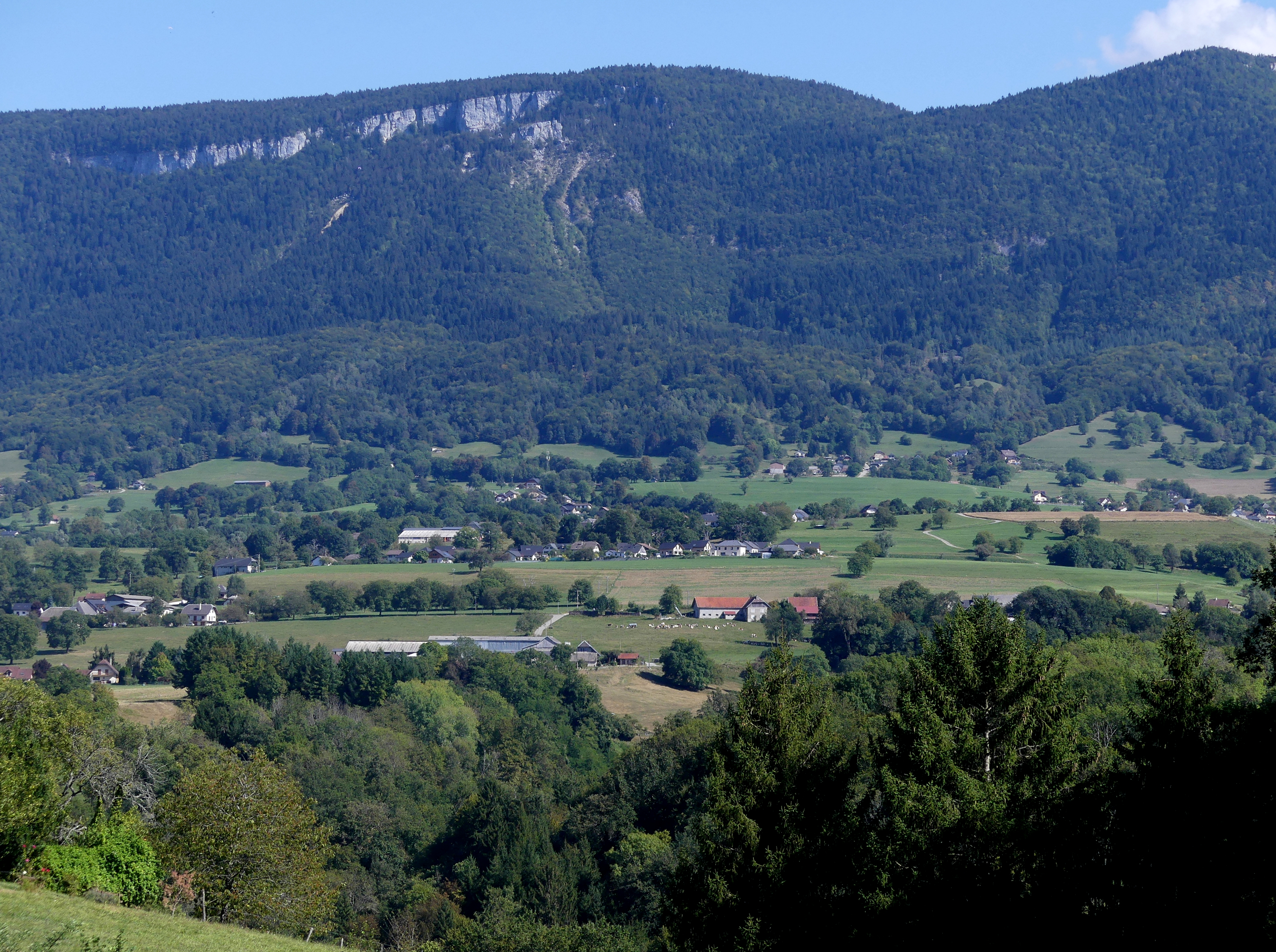
Territoire de Saint-Offenge en bordure du massif des Bauges.

La commune de Saint-Offenge se situe sur le versant occidental du massif des Bauges. Ce massif forme un vaste losange entre le lac d'Annecy, le lac du Bourget et la combe de Savoie. Saint-Offenge est donc à 13 km d'Aix-les-Bains et à un peu moins de 30 km d'Annecy et de Chambéry.
La commune fait partie du parc naturel régional du massif des Bauges.
L'habitat est dispersé en hameaux : en dehors du chef-lieu, où se trouve la mairie, l'école et l'église paroissiale, ce sont les Bonnevos, le Crouzet, les Farniers, les Grands Prés, les Guers, les Huguets, les Nantets, la Plesse, le Rocheret, les Toquets, les Suavets, Champclos, Cornat, les Combes, les Vauthiers, les Mollières, les Gonnards, d'autres hameaux sont aujourd'hui abandonnés, les Favrins, la Serve et il n'en subsiste que des pans de murs.

### Climat
Casalis disait en 1833 que ses habitants respiraient un air très salubre, et étaient pour la plupart robustes et d'esprit ouvert, se distinguaient par leur probité et auraient été capables de s'instruire s'ils n'avaient manqué de moyens pour le faire, ce qui n'indique pas une bien grande aisance

## Urbanisme

### Typologie
Au 1er janvier 2024, Saint-Offenge est catégorisée commune rurale à habitat dispersé, selon la nouvelle grille communale de densité à sept niveaux définie par l'Insee en 2022.
Elle est située hors unité urbaine et hors attraction des villes,.

### Occupation des sols
L'occupation des sols de la commune, telle qu'elle ressort de la base de données européenne d’occupation biophysique des sols Corine Land Cover (CLC), est marquée par l'importance des forêts et milieux semi-naturels (53,3 % en 2018), en diminution par rapport à 1990 (54,1 %). La répartition détaillée en 2018 est la suivante : 
forêts (49,8 %), zones agricoles hétérogènes (29,3 %), prairies (17,4 %), milieux à végétation arbustive et/ou herbacée (3,5 %).
L'IGN met par ailleurs à disposition un outil en ligne permettant de comparer l’évolution dans le temps de l’occupation des sols de la commune (ou de territoires à des échelles différentes). Plusieurs époques sont accessibles sous forme de cartes ou photos aériennes : la carte de Cassini (XVIIIe siècle), la carte d'état-major (1820-1866) et la période actuelle (1950 à aujourd'hui).

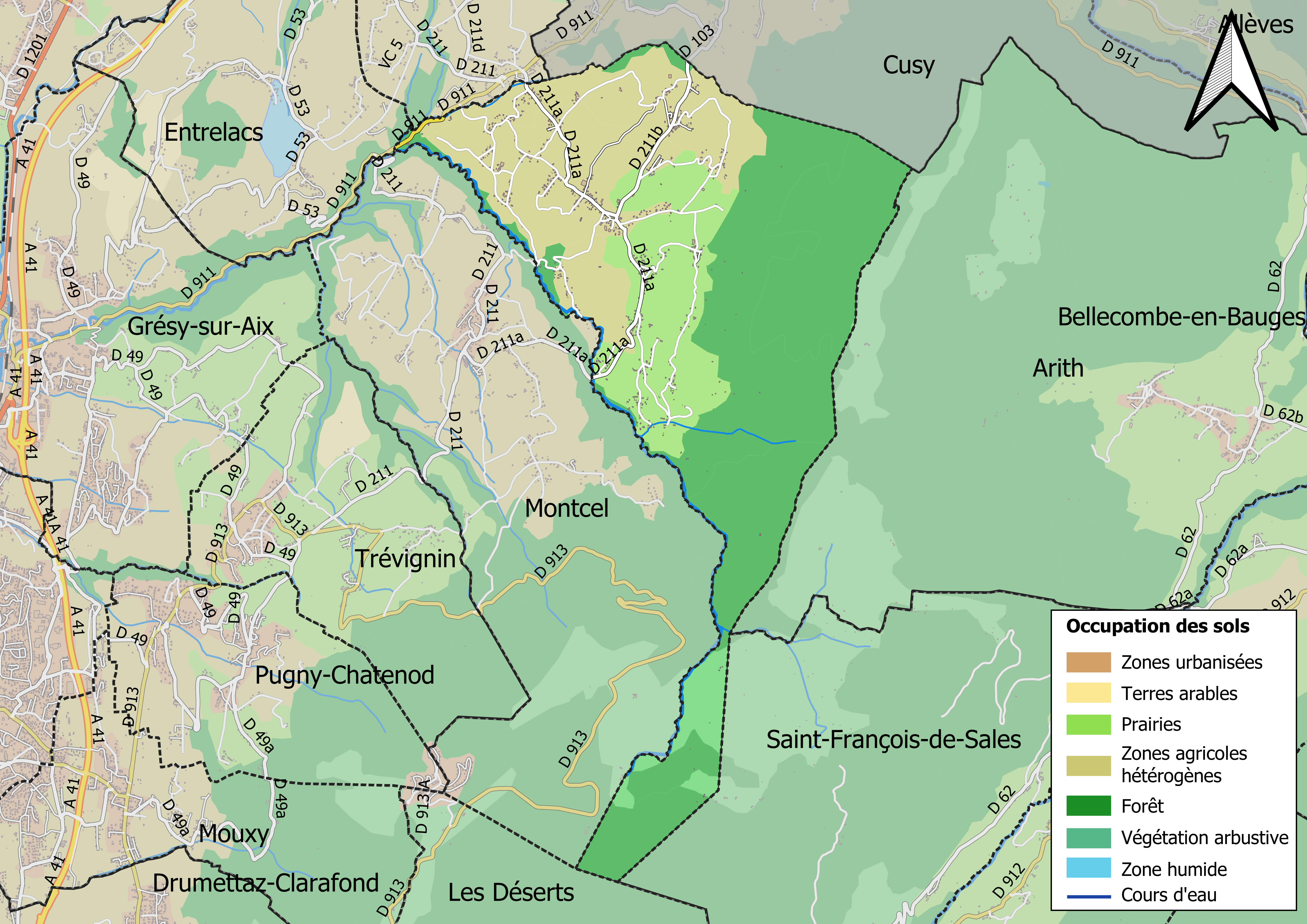
Carte des infrastructures et de l'occupation des sols en 2018 (CLC) de la commune.
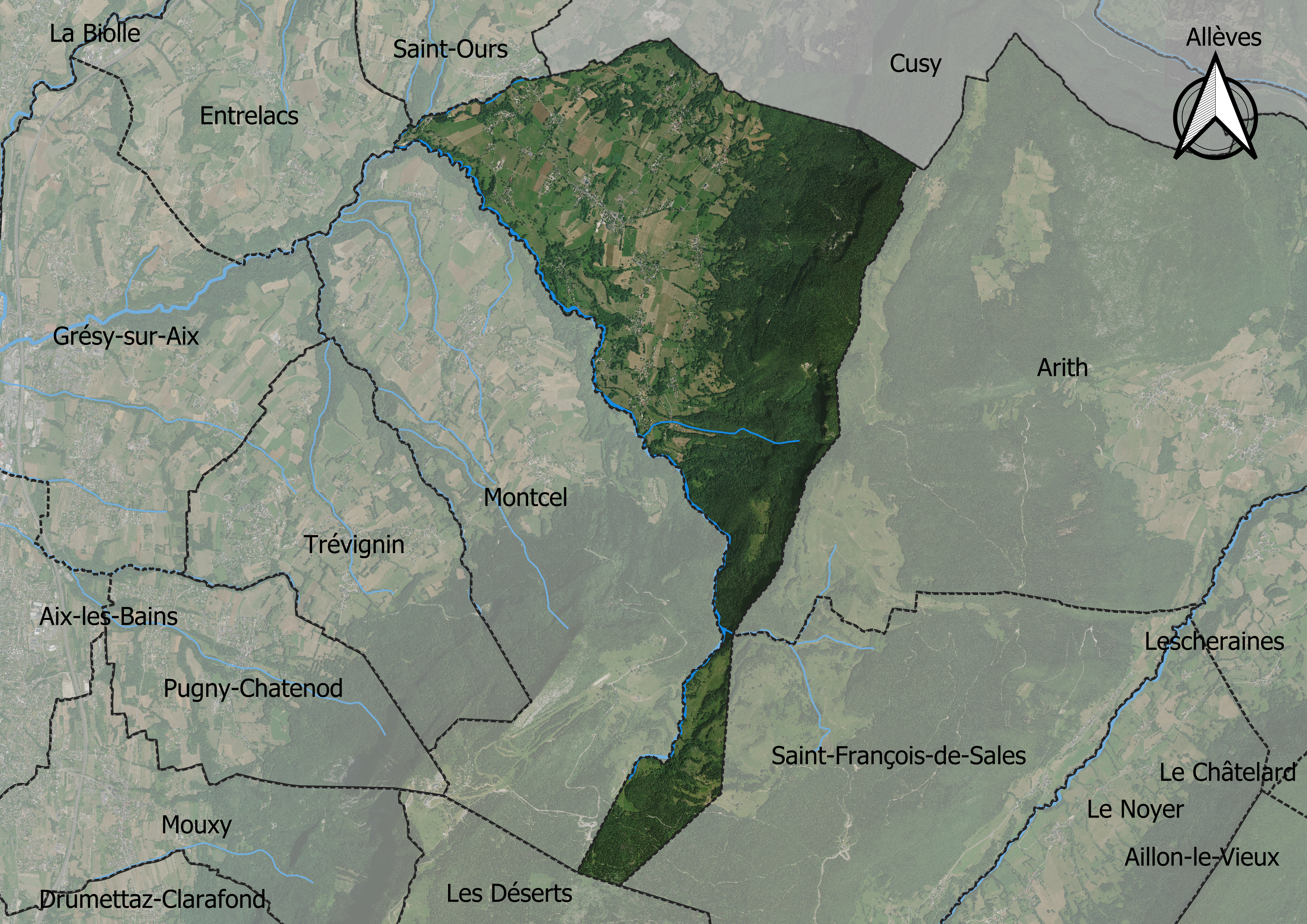
Carte orthophotogrammétrique de la commune.

## Toponymie
Saint-Offenge est une déformation, une « forme vulgaire », de sainte Euphémie, vierge et martyre, sous Dioclétien. Avec le temps, le sens originel est devenu un saint masculin alors qu'il faudrait écrire Sainte-Offenge. Si au XIIIe siècle on peut encore lire la désignation Sancta Euphemia, en 1448 la transformation est en cours avec la mention Ecclesia de utroque Sancto Offengio. En 1561, lors du recensement de la population pour établir l'impôt sur le sel, il est inscrit Saint Offenge.

## Histoire
Pour un article plus général, voir Histoire de la Savoie.

### Au Moyen Âge
Les pourtours du massif mais aussi le cœur des Bauges ont livré des traces d’occupation humaine dès l’âge du fer, puis à l’époque gallo-romaine, enfin durant le Haut Moyen Âge : structures d’habitat avec mosaïque à la Motte en Bauges, éléments d’amphores et d’aqueduc à Saint François de Sales, sépultures, monnaies, armes.
Ainsi, à Saint-Offenge-Dessous ont été mises au jour, à la fin du XIXe siècle, des tombes sous tuiles contenant un vase et des monnaies, datées de 250 à 600 après Jésus-Christ.
À la fin du XIIIe siècle, la région, le « pays albanais », qui est alors réputé pour être le grenier de la Savoie, est l’enjeu d’une rivalité acharnée entre deux États : le comté de Savoie et le comté de Genève. D’Annecy à la Chautagne, la frontière indécise courait des Bauges au Rhône, défendue par une série de châteaux et de maisons-fortes, à Viuz, Gruffy, Cusy, Saint-Offenge-Dessus (Loëx), Grésy, Saint-Innocent, Sallières, Cessens, La Biolle. 
Au gré de leurs luttes ou de leurs rapprochements, les Savoie et les Genève se disputent ces places qui changent de possesseurs, ce qui rend leur histoire complexe.
L'histoire de Saint-Offenge-Dessus aux XIIe et XIVe siècles se confond avec celle de Saint-Offenge-Dessous. Le « château », la maison-forte des Loëx, aujourd'hui disparu était encore visible à l'état de ruine sur le cadastre sarde de 1738.
En 1561, le duc de Savoie Emmanuel-Philibert pour procurer des rentrées régulières au trésor institue un impôt sur le sel, la gabelle. Comme les habitants sont tenus à une consommation minimale de sel un recensement nominatif des habitants est réalisé. Saint-Offenge-Dessous compte alors 87 familles soit 536 habitants et Saint-Offenge-Dessus 56 familles soit 305 habitants.

### AuXVIIIesiècle
Le 24 juillet 1785, les communautés du Montcel et des deux Saint-Offenge étaient affranchies de leurs redevances à leur seigneur, le comte de Clermont, marquis de Mont-Saint-Jean, en fait en application de l’affranchissement général de 1771, elles lui rachetaient ces droits. Pour Saint-Offenge-Dessous, cela représentait une somme de 15 000 livres et pour Saint-Offenge-Dessus, 4000 livres. Comme la communauté de Saint-Offenge-Dessus était sous la dépendance de plusieurs seigneurs, elle passait le 14 septembre 1789 quatre nouveaux contrats d’affranchissement :
avec Allinges marquis de Coudrée pour 6000 livres, avec la baronne de Cusy pour 600 livres, avec la cathédrale de Chambéry pour 1500 livres et avec la collégiale d’Aix-les-Bains pour 7 livres.
En 1792, à la faveur du rattachement à la République française ces dettes seront annulées. Saint-Offenge-Dessous avait alors payé 1 861 livres et Saint-Offenge-Dessus 6 885 livres.

### AuXIXesiècle
L'enquête agricole de 1862 dresse un tableau des deux Saint-Offenge. Les communes se caractérisent par leur économie agro-pastorale. À Dessous, sur 127 exploitations agricoles, 110 sont en pleine propriété : un tiers d'entre elles ont moins de 5 hectares. À Dessus, sur 87 exploitations agricoles, 75 sont en pleine propriété. Elles sont de petite taille 77 comptent moins de cinq hectares, les deux plus importantes entre 10 et 20 hectares. Elles ne possèdent ni cheval, ni âne, ni mulet, à Dessous, on recense 411 bovins, 114 moutons, 30 porcs, 24 chèvres, 250 animaux de basse cour et 100 ruches, à Dessus ce sont 301 bovins, quelque 52 moutons, environ 205 animaux de basse cour et 55 ruches.

### AuXXIesiècle
La commune est créée le 1er janvier 2015 par la fusion des deux communes de Saint-Offenge-Dessous et Saint-Offenge-Dessus, sous le régime juridique des communes nouvelles instauré par la loi no 2010-1563 du 16 décembre 2010 de réforme des collectivités territoriales ; le chef-lieu est situé à l’ancienne commune de Saint-Offenge-Dessous. Dans sa première réunion le 8 janvier 2015, le conseil municipal a décidé de ne pas créer de commune déléguée.

## Politique et administration
| Nom                           | Code Insee | Intercommunalité     | Superficie (km2) | Population (dernière pop. légale) | Densité (hab./km2) |
| ----------------------------- | ---------- | -------------------- | ---------------- | --------------------------------- | ------------------ |
| Saint-Offenge-Dessous (siège) | 73263      | CA du Lac du Bourget | 7,92             | 692 (2012)                        | 87                 |
| Saint-Offenge-Dessus          | 73264      | CA du Lac du Bourget | 7,71             | 278 (2012)                        | 36                 |

### Politique locale
En attendant les élections municipales de 2020, le conseil municipal élisant le maire sera composé des conseillers des deux anciennes communes.

### Liste des maires
| Période      | Période  | Identité       | Étiquette | Qualité                                                                                            |
| ------------ | -------- | -------------- | --------- | -------------------------------------------------------------------------------------------------- |
| janvier 2015 | En cours | Bernard Gelloz |           | Maire de Saint-Offenge-Dessous (2008 → 2015) Membre du bureau de la CA du Lac du Bourget (2014 → ) |

## Population et société

### Évolution démographique
L'évolution du nombre d'habitants est connue à travers les recensements de la population effectués dans la commune depuis sa création.

En 2022, la commune comptait 1 163 habitants, en évolution de +7,49 % par rapport à 2016 (Savoie : +3,63 %, France hors Mayotte : +2,11 %).
| 2013 | 2014  | 2015  | 2016  | 2021  | 2022  |
| ---- | ----- | ----- | ----- | ----- | ----- |
| 966  | 1 005 | 1 043 | 1 082 | 1 157 | 1 163 |

Les deux Saint-Offenge ont atteint leur maximum de population au milieu du XIXe siècle, en 1838, avec 788 habitants à Dessous et 507 habitants à Dessus. Le XXe siècle sera marqué par un déclin démographique qui atteint son maximum en 1975, quand Dessous comptait 228 habitants et Dessus 121.
Depuis trente ans, les deux communes de Saint-Offenge connaissent un essor lié à la rurbanisation du fait de la proximité de bassins d'emplois actifs, Chambéry, Aix-les-Bains, Rumilly, Annecy. Ainsi en 2011, un tiers des ménages, à Dessous, était installé dans leur résidence principale depuis moins de quatre ans, un quart à Dessus. Signe de cet essor démographique la population rajeunit, la part des moins de 15 ans atteint 21 % aujourd'hui.

## Économie
Symbole d'un siècle d'élevage laitier destiné à la production fromagère, la fruitière de Saint-Offenge est installée au cœur du chef-lieu. Elle est issue de la fusion des fruitières des deux Saint-Offenge, en 1968, puis plus tard de celle avec la commune voisine du Montcel. Elle propose ses produits en vente directe, dont l'emmenthal de Savoie.

## Culture locale et patrimoine

### Lieux et monuments
- Le château de Montfalcon du Cengle se dresse en face de l'église de Saint-Offenge-Dessous et de la mairie. À une famille du Cengle succéda celle d'Orlyé, branche des d'Orlyé de Saint-Innocent. Le château fut reconnu  par François et Pierre, fils de feu Pierre d'Orlyé, en 1473. En 1652, il est à Louis de Roasson du Cengle, fils de Jacques de Montfalcon, qui paraît être la souche des Montfalcon du Cengle. En 1732 le Cengle appartient à Claude de Montfalcon, époux d'Anne de Gantelet, parents de Joseph de Montfalcon, futur archevêque de Tarentaise. En 1854, le château est acquis par M. Joris, fortune faite dans le commerce du fer à Mostaganem, c'est lui qui est à l'origine de la première fruitière de Saint-Offenge vers 1870.

### Personnalités liées à la commune
- Joseph de Montfalcon du Cengle, né au château de Saint-Offenge-Dessous le 12 février 1732 et mort le 20 septembre 1793 à Moûtiers, archevêque de Tarentaise.
- François Gros est né le 28 février 1801 à Saint-Offenge-Dessous, évêque de Tarentaise de 1867 à 1873, décédé le 8 décembre 1883.
- François Joseph Chanvillard (1873-1951). Né le 16 août 1873 à Saint-Offenge-Dessus, il a été ordonné prêtre en juin 1899 à Lyon. Il a été successivement professeur à l'école Ozanam de Lyon, professeur au grand séminaire de Nice et vicaire général de Nice, enfin prélat domestique en 1927. Il est décédé à Cannes le 6 août 1951.